# 苗煥
苗煥（1544年—1619年），字爾章，號文峰，山西澤州人，民籍，明朝政治人物。同進士出身。

## 生平
嘉靖四十三年（1564年）甲子科山西鄉試第二十二名舉人，隆慶五年（1571年）中式辛未科會試第六十八名，三甲第二百二十五名進士。都察院觀政，初授寶豐縣知縣，六年（1578年）调任平山縣知縣，調魯山縣知縣，萬曆五年（1577年）升镇江府同知，十年升戶部主事，管理河西务鈔关，十四年升员外郎、郎中，十六年出為保寧府知府，考察不謹去職。

## 家族
曾祖苗銑；祖父苗時雍，縣丞；父苗𤇍，母李氏；繼母李氏。嚴侍下。